# Rees Gwerder
Rees Gwerder né le 30 juillet 1911 à Muotathal dans le canton de Schwytz, décédé le 5 janvier 1998 à Arth, est un joueur de schwyzoise.
Il a joué plus de 200 titres dont la moitié environ sont de sa composition. Rees Gwerder a formé un duo avec Ludi Hürlimann, accompagné à la contrebasse par Domini Marty (de). Il figure également dans le film UR-Musig de Cyrill Schläpfer (1993) parlant de la musique populaire suisse.